# Бетчер, Эшли
Эшли Бетчер (англ. Ashley Boettcher; род. 3 сентября 2000) — американская юная актриса. Дебютировала в кино в возрасте пяти лет, и наиболее известной ролью актрисы является роль Мел Фуллер в телесериале Amazon Studios «Жизнь Гортимера Гиббона на нормальной улице».

## Жизнь и карьера
Родилась в Техасе, в США. Начала проявлять интерес к актёрству в возрасте двух с половиной лет. По словам актрисы, она «была рождена для этого».
Снялась в нескольких телепередачах и фильмах. Наиболее известными ролями актрисы являются роли Ханны Пирсон в фильме «Пришельцы на чердаке» и Мел Фуллер в телесериале «Жизнь Гортимера Гиббона на нормальной улице».
Дружит с коллегами по «Жизнь Гортимера Гиббона на нормальной улице» Слоан Морган и Дрю Джастисом.

## Фильмография
| Год  | Название                                        | Роль                 | Примечания        |
| ---- | ----------------------------------------------- | -------------------- | ----------------- |
| 2009 | Пришельцы на чердаке                            | Ханна Пирсон         |                   |
| 2011 | Джоди Муди и нескучное лето                     | Джессика Финч        |                   |
| 2012 | Эрнест и Селестина: Приключения мышки и медведя |                      | Озвучка           |
| 2015 | Жёлтый день                                     | Маленькая девочка    |                   |
| 2016 | Трон эльфов                                     | Лия (озвучка)        | Английский дубляж |
| 2019 | Дитя погоды                                     | Хина Амано (озвучка) | Английский дубляж |

| Год          | Название                                    | Роль                   | Примечания                                    |
| ------------ | ------------------------------------------- | ---------------------- | --------------------------------------------- |
| 2005         | Побег                                       | Внучка Гарлика Каттера | Эпизод: «Аллен»                               |
| 2006         | Лас-Вегас                                   | Младшая сестра         | Эпизод: «Белое рождество»                     |
| 2011         | Танцевальная лихорадка!                     | Сьюзи Ричман           | Эпизод: «Отправляясь в лагерь»                |
| 2011         | Партнёры                                    | Молодая Мэтти Скотт    | Телефильм                                     |
| 2013         | Пришельцы в доме                            | Фиби                   | Телефильм                                     |
| 2014         | Мой мальчик                                 | Эшли                   | Эпизод: «Кое-что о поцелуе»                   |
| 2014         | Легенда о Корре                             | Дочь Куона             | Эпизод: «Перерождение»                        |
| 2014—2016    | Жизнь Гортимера Гиббона на нормальной улице | Мел Фуллер             | Главная роль                                  |
| 2016         | Остров летнего лагеря                       | Ежинка                 | Озвучка; пилотный эпизод                      |
| 2017         | Реанимация                                  | Оливия Джонс           | Эпизод: «Головокружение»                      |
| 2017 — н. в. | Затерянные в стране Оз                      | Дороти Гейл            | Озвучка, главная роль                         |
| 2018         | Вместе                                      | Джейн                  | Эпизод: «Драматическая история»               |
| 2018         | «Достать коротышку»                         | Зоуи                   | 2 эпизода                                     |
| 2019         | Я думаю, ты должен уйти с Тимом Робинсоном  | Клэр                   | Эпизод: «Спасибо, что думали, что они крутые» |
| 2019         | Навсегда двенадцать                         | Гвен                   | Озвучка                                       |
| 2020         | Превосходить                                | Николь                 |                                               |
| 2020         | Просто добавь магии                         | Кузина Лео             | Появление в одном эпизоде                     |

| Год  | Название           | Роль   | Примечания |
| ---- | ------------------ | ------ | ---------- |
| 2019 | Kingdom Hearts III | Олетта |            |

## Награды и номинации
| Год  | Премия        | Номинация                                                    | Номинированная работа | Результат |
| ---- | ------------- | ------------------------------------------------------------ | --- | --------- |
| 2012 | Молодой актёр | Лучшее исполнение в художественном фильме — актёрский состав | Джуди Муди и нескучное лето (вместе с Джорданой Битти, Престоном Бейли, Пэррисом Мостеллером, Гарреттом Райаном, Кэмероном Бойсом, Тайлар Хендер и Джексоном Оделлом) | Победа    |